# 푸젠헝
푸젠헝(중국어: 傅健恒, 병음: Fu Jianheng, 한자음: 부건긍, 2006년 2월 19일 ~ )은 중화인민공화국의 바둑 기사이다. 충칭시 출신으로 중국기원 소속의 2단이다.

## 경력
충칭시에서 태어났다. 2019년에 프로바둑에 입단했고 2021년 5월, BossSoft배 중국바둑신예쟁패전 결승전에 진출했지만 리하오퉁에게 져서 준우승을 차지했다. 같은해 2단으로 승단했다.